# الساندرو ریولو
الساندرو ریولو (انگلیسی: Alessandro Riolo؛ زادهٔ ۱۶ نوامبر ۱۹۷۸) بازیکن فوتبال اهل ایتالیا است.